# 綠點平鮋
綠點平鮋為輻鰭魚綱鮋形目鮋亞目平鮋科的其中一種，為亞熱帶海水魚，分布於東太平洋美國華盛頓州至墨西哥下加利福尼亞中部海域，棲息深度49-201公尺，體長可達50公分，棲息在軟底質底層水域，卵胎生，生活習性不明。